# Rudi Mittig
Rudi Mittig (ur. 26 stycznia 1925, zm. 28 sierpnia 1994) – wiceminister bezpieczeństwa państwowego NRD (1975-1989).

## Życiorys
W latach 1939–1942 uczył się w szkole inżynieryjnej, w 1943 został zmobilizowany do armii, w 1945 wzięty do radzieckiej niewoli, uwolniony w 1949. Później kształcił się na inżyniera budowlanego, w 1950 został członkiem SED, w styczniu 1952 wstąpił do Stasi, pracował w Wydziale III Okręgowego Zarządu Stasi w Poczdamie. W latach 1953–1954 kierował Wydziałem III Okręgowego Zarządu Stasi w Poczdamie, 1954-1955 był zastępcą szefa Okręgowego Zarządu Stats-Sekretariatu Bezpieczeństwa Państwowego Ministerstwa Spraw Wewnętrznych NRD w Poczdamie, 1955-1963 szefem Okręgowego Zarządu Stasi w Poczdamie, następnie p.o. szefa i od 1 stycznia 1964 do 1974 szefem Głównego Wydziału III/Głównego Wydziału XVIII Stasi. W latach 1966–1968 studiował w Wyższej Szkole Ministerstwa Bezpieczeństwa Państwowego NRD, od lutego 1975 do listopada 1989 Ministerstwa Bezpieczeństwa Państwowego NRD, od lutego 1975 do listopada 1989 był wiceministrem bezpieczeństwa państwowego NRD, w 1976 został zastępcą członka, a w 1986 członkiem KC SED. W 1975 został odznaczony Złotym Orderem Zasługi dla Ojczyzny.

## Awanse
- Pułkownik (1964)
- Generał major (1969)
- Generał porucznik (1979)
- Generał pułkownik (1987)